# 科利亚多-比利亚尔瓦
科利亚多-比利亚尔瓦，是西班牙马德里自治区的一个市镇。总面积27平方公里，总人口47001人（2001年），人口密度1741人/平方公里。